# Bowen Coal-centrale

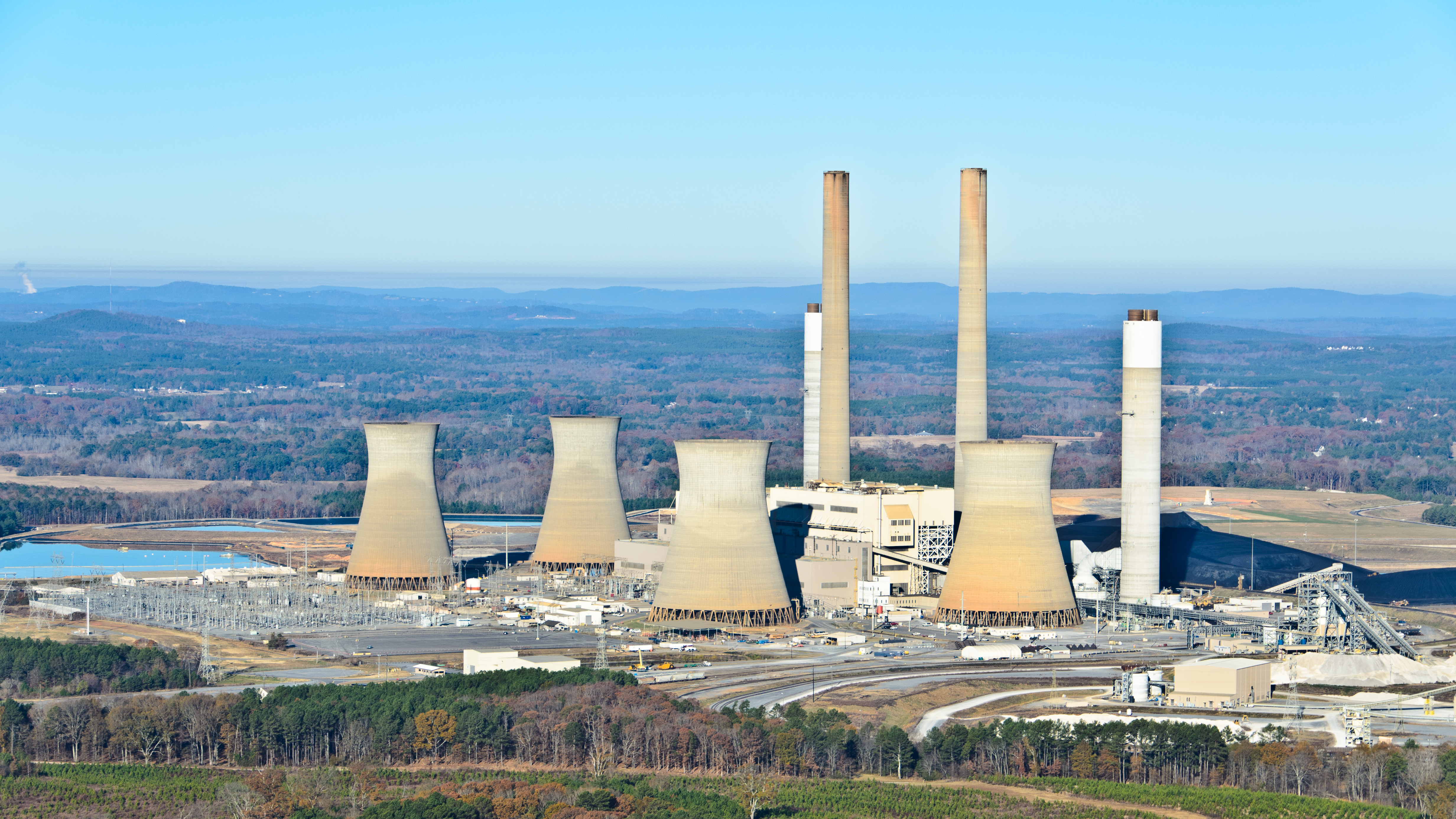
Bowen-kolencentrale

De Bowen-kolencentrale is een thermische centrale in Taylorsville, Georgia, VS. De centrale heeft twee 305 m hoge schoorstenen.